# خینوم
جینوم (به هلندی: Genum) یک منطقهٔ مسکونی در هلند است که در فروردرادیل واقع شده‌است. جینوم ۸۷ نفر جمعیت دارد.